# Солоновский бой
Солоновский бой — сражение между силами Западно-Сибирской крестьянской Красной армии и войсками адмирала Колчака, произошедшее 14-17 ноября 1919 г. у с. Солоновка. Крупнейшее и решающее сражение периода Гражданской Войны на территории Алтайской губернии.

## Обстановка накануне боя
В октябре 1919 года Красная Армия в междуречье Тобола и Ишима сломила сопротивление белых и, заняв г. Петропавловск, развернула наступление на г. Омск.
В этой ситуации ближайшим тылом колчаковских войск становилась Алтайская губерния, где ширилось недовольство населения массовыми мобилизациями призывников в армию и реквизициями продовольствия, проводившимися колчаковскими властями. Возрастающее недовольство выражалось в росте партизанского движения. К осени 1919 г. отдельные отряды алтайских партизан объединились в партизанскую армию под командованием Е. М. Мамонтова, насчитывавшую до 20 тыс. человек.
22 сентября 1919 г. Колчак объявил 18 уездов Западной Сибири на военном положении. 
В октябре-ноябре 1919 г. партизаны провели ряд успешных операций в районе сёл Сидоровка, Поспелиха, Малышев Лог. 
Командующему войсками Омского военного округа генерал-лейтенанту Матковскому Колчак отдал приказ любыми мерами очистить Алтай от партизан.
На станцию Поспелиха под руководством Матковского прибыли с фронта 43-й Омский и 46-й Томский полки, бронепоезд «Сокол», броневики «Степняк» и «Туркестан». На станции Рубцовка под командованием генерала Евтина сосредоточились пришедшие из Семипалатинска казачий полк, полки голубых улан и чёрных гусар. Всего на стороне белых имелось до 15 тыс. штыков и сабель, 18 орудий, 100 пулемётов, огромные запасы патронов, снарядов и ручных гранат. 
На стороне партизан имелось около 15 тысяч человек, 10 пулеметов, несколько тысяч винтовок и в основном самодельные патроны. При этом полки партизан были рассредоточены по Кулундинской и Барабинской степям. В районе Солоновки и Малышева Лога находились лишь 2-й Славгородский, 3-й Бутырски и 5-й Степной полк; 1-й полк располагался в Боровском; 7-й полк дислоцировался в Павловске; 8-й и 9-й партизанские полки действовали в районе сел Карасук и Каргат; 6-й полк стоял в Новичихе; 4-й полк базировался в Волчихе и 10-й полк – в Лебяжьем.

На месте Солоновского боя

## Планы сторон
Партизаны приняли решение бить врага по частям. Первый удар они намеривались нанести по самой опасной группировке Матковского. С этой целью 9 ноября 2-й и 3-й полки заняли оборону у Малышева Лога, оставив в резерве 5-й полк. Силы Матковского заняли Мельниково и Новичиху, после чего остановили наступление, дожидаясь, пока начнет активные действия генерал Евтин. В свою очередь штаб красных партизан ожидал подхода 1-го, 6-го и 7-го полков. С приходом 6-го полка на военном совете Громовым, Жигалиными и Мамонтовым было принято решение атаковать одновременно и Мельниково, и Новичиху.

## Начало боя
В ночь на 13 ноября один эскадрон 2-го полка и 10 эскадронов 6-го полка вышли из Малышева Лога и попытались с ходу ворваться в Новичиху, но были встречены огнём артиллерии и пулеметов. Преследуемые колчаковцами, были вынуждены отступить. Ситуацию спасла рота мадьяр во главе с М. Ланбергом, которая атаковала колчаковцев и вынудила их прекратить преследование.

## Боевые действия у Солоновки
От Мамонтова полки получили приказ двигаться в Солоновку. Партизанская столица заблаговременно была превращена в укрепленный лагерь: под руководством Жигалина вокруг села были вырыты окопы с системой ходов сообщения, оборонительная позиция партизан представляла собой разомкнутую с севера подкову. Вечером 14 ноября партизанские части заняли отведенные им оборонительные позиции. В Солоновке скопилось около 10 тысяч партизан, обозников, беженцев.
Утром 15 ноября под прикрытием артиллерийского огня пехота белых начала наступление на позиции 3-го полка, кавалерия начала заходить в тыл Солоновке со стороны степи. Навстречу ей с криками «ура» выступила партизанская конница и до 2 тысяч практически безоружных обозников. В помощь им Мамонтов сам установил пулемет на окраине села и открыл огонь по кавалерии белых. Не приняв боя, кавалерия отступила в лес. В этот же день несколько атак отбил и 2-й полк.
Ночью белые прекратили атаки, но продолжили артиллерийский обстрел Солоновки, в результате чего в селе начались пожары, от осколков погибло много людей и домашнего скота. В эту же ночь на правый фланг к Солоновке подошли 1-й и 7-й полки. 1-й и 6-й полки по приказу комдива Захарова залегли и периодически синхронно начинали кричать «ура», чтобы спровоцировать белых на бесцельный расход боеприпасов. На эту военную хитрость купился командир 7-го полка Фёдор Колядо, до которого не дошёл приказ Захарова: услышав крики «ура», он повёл бойцов в атаку, но был убит, погибли и многие партизаны. 
К утру 1-й, 6-й и 7-й полку отступили в Селиверстово. Мамонтов через нарочного передал просьбу Захарову о подкреплении и боеприпасах, откликнувшись на которую 6-й полк на рассвете 16 ноября кружным путём через степь прошёл в Солоновку и доставил осаждённым 30 подвод с трофейными патронами. Этой же ночью из Волчихи на помощь осаждённым подошёл 4-й Семипалатинский полк, который с ходу вступил в бой на левом фланге, а на правом развивали наступление 1-й и 7-й полки. Партизаны, получившие подкрепление и боеприпасы, успешно отбивали все попытки атак белых в течение всего дня 16 ноября. С наступлением темноты атаки белой пехоты и кавалерии прекратились, до часу ночи продолжала действовать артиллерия.

## Завершение боя и его итоги
Утром 17 ноября партизаны обнаружили, что белые покинули свои позиции, оставив на поле боя более 500 убитых, много оружия и боеприпасов. Вышли из леса и сдались в плен около 300 обмороженных солдат. Партизаны потеряли около 150 человек убитыми и более 500 ранеными.
Части Матковского отступили в направлении Барнаула, отступили также и части генерала Евтина. Рядовые солдаты колчаковских соединений стали переходить на сторону партизан. Так поступили команды бронепоезда «Сокол», броневика «Туркестан», около 400 солдат перешло к партизанам на станции Топчиха.
Через несколько дней партизанская армия, насчитывающая к тому моменту около 50 тысяч человек, встретилась с силами регулярной Красной Армии. 19 ноября красные без боя вошли в Славгород, 28 ноября — Камень-на-Оби, 5 декабря — Змеиногорск. А 11 декабря 1919 г. после небольших боев соединения 26-й дивизии 5-й армии, наступавшей со стороны Павловска и отряды партизан Е.Мамонтова, наступавших со стороны Змеиногорского тракта, вошли в Барнаул.

## Память
«Выступление Е. Мамонтова перед Солоновским боем» — картина Николая Мотовилова.